# Vesztróczy Manó
Vesztróczy Manó, névváltozat: Vesztróczi, született: Engl (Újpest, 1875. január 17. – Budapest, Józsefváros, 1955. szeptember 24.) festő.

## Életútja
Engl Erzsébet fiaként született, Vesztróczy István örökbefogadta. Budapesten tanult, ahol Vidéky János és Székely Bertalan voltak a mesterei. Járt Velencében és Münchenben, ahol Herterichnél, a Képzőművészeti Akadémián pedig Hollósy Simontól tanult. Mesterét követte Nagybányára is. 1905-től 1909-ig a Benczúr-féle mesteriskolába járt. 1902-től a fővárosi Iparrajziskola tanára volt. 1891-től állította ki plein air tájképeit, valamint életképeit és portréit. 1906-ban elnyerte a Rökk-díjat, 1909-ben a Lipótvárosi Kaszinó díjával jutalmazták, Milánóban arany-, 1929-ben Genovában pedig ezüstérmet kapott. Művészeti elnöke volt a Paál László Társaságnak. Műveivel 1923-ban szerepelt a Nemzeti Szalonban, de számos kollektív kiállításon és külföldi tárlatokon is szerepelt. 1950-ben az I. Magyar Képzőművészeti Kiállításon mutatta be munkáit természetfotósokkal együtt. Művei megtalálhatóak a Magyar Nemzeti Galériában. 
1904. december 24-én Budapesten házasságra lépett Kész Rózsi színésznővel. Felesége 1925-ben elhunyt, ezt követően 1927. szeptember 24-én Budapesten vette nőül a nála 12 évvel fiatalabb Woititz Erzsébetet.